# Croix-Rouge finlandaise
La Croix-Rouge finlandaise (FRC, (en finnois : Suomen Punainen Risti), en suédois : Finlands Röda Kors) est membre indépendant de la Fédération internationale des sociétés de la Croix-Rouge et du Croissant-Rouge (IFRC) ainsi que du Comité International de la Croix-Rouge et du Croissant Rouge (CICR), qui sont deux des organisations internationales les plus grandes et les plus connues au monde et plus spécialement dans le domaine de l'aide humanitaire. La Croix-Rouge finlandaise compte plus de 67 000 membres et environ 35 000 bénévoles actifs en Finlande. Elle comprend 12 divisions régionales et 412 branches locales dans tout le pays. L'actuelle secrétaire générale est  Eero Rämö. Fin 2024, la Croix-Rouge finlandaise employait 820 personnes, dont 223 au siège d'Helsinki.
La Croix-Rouge finlandaise est basée sur le volontariat et possède des branches dans presque toutes les municipalités de Finlande. La structure organisationnelle comporte trois niveaux : les sections locales, les branches régionales et le siège national. Au niveau local, les activités des sections sont déterminées en grande partie par le dévouement de leurs membres.

## Histoire de la Croix-Rouge finlandaise
La Croix-Rouge finlandaise a été fondée le 7 mai 1877 pour soigner les soldats blessés et malades de la Garde finlandaise pendant la guerre russo-turque. La Croix-Rouge finlandaise a été reconnue par le Comité International de la Croix Rouge et du Croissant Rouge en 1920 et est devenue membre de la Fédération Internationale de la Croix Rouge et du Croissant Rouge en 1922, lorsque la Finlande a ratifié les Conventions de Genève.
En 1948, la Croix-Rouge finlandaise a pris la responsabilité opérationnelle des services de transfusion sanguine en Finlande, qui étaient gérés par les scouts finlandais depuis 1935. Le service de transfusions sanguines de la Croix-Rouge finlandaise est une organisation juridiquement indépendante.

## Opérations nationales

### Préventions
La Croix-Rouge finlandaise gère également une ligne d'assistance téléphonique nationale sur le SIDA et organise des campagnes de sensibilisations. De plus, elle trouve et forme des personnes de soutien pour les personnes infectées par le VIH et leurs familles.
Le programme de la Croix-Rouge finlandaise sur la drogue et l'alcool comprend un travail de prévention et une intervention précoce. La Croix-Rouge finlandaise a des bénévoles qui agissent comme parrains (sur le même modèle des alcooliques anonymes) dans les écoles et d'autres communautés dans leur propre expertise. En été, elle est de garde dans près d'une centaine de festivals pour discuter de l'utilisation de substances narcotiques et d'alcools.

### Collectes et actions
La Croix-Rouge finlandaise organise une collecte de fonds connue sous le nom de Jour de la Faim  chaque automne, généralement en septembre. La campagne a un thème annuel; en 2006, elle a rappelé aux gens a quel point la désertification, les inondations et les tempêtes affectent les enfants de moins de cinq ans. Le jour, des collectes de fonds peuvent être vus devant les supermarchés et autres lieux publics. Dans les écoles, les repas scolaires peuvent être réduits et servis, par exemple, sans salade, pain ou lait.
La Croix-Rouge finlandaise forme annuellement plus de 80 000 personnes aux cours de secourisme et de premier secours pour le grand public et les entreprises. La Croix-Rouge finlandaise compte plus de 550 groupes de premiers secours à travers le pays avec plus de 8 000 bénévoles. Ces groupes sont de service quotidiennement dans la majorité des événements publics en Finlande. Ils peuvent également aider à la recherche et au sauvetage à la demande des autorités. Elle coordonne également le service de sauvetage volontaire qui est formé par plus de 40 organisations civiques et plus de 30 000 bénévoles.

### Opérations d'urgence
La Croix-Rouge finlandaise dispose d'un groupe national d'urgence de psychologues qui organise et coordonne le soutien psycho-social dans les situations d'urgences où ils sont nécessaires, par exemple après la fusillade de l'école de Jokela .
Les fonds de secours en cas de catastrophe de la Croix-Rouge finlandaise sont utilisés pour apporter assistance en cas d'incidents et pour des raisons sociales, environnementales...etc. L'aide intérieure était d'environ 955 000 $USD) en 2001.

## Programme de jeunesse
L'organisation a également des programmes pour les jeunes et des opérations axées sur ces derniers. Les membres âgés de 13 à 29 ans représentent 10 % de tous les membres et opèrent à tous les niveaux de l'organisation.
Lors de la réunion nationale de la Croix-Rouge finlandaise en 2008, il a été décidé que le travail de jeunesse serait également maintenu à l'avenir et que l'objectif pour 2011 était d'augmenter de 5 % le nombre de jeunes membres.

## Opérations internationales

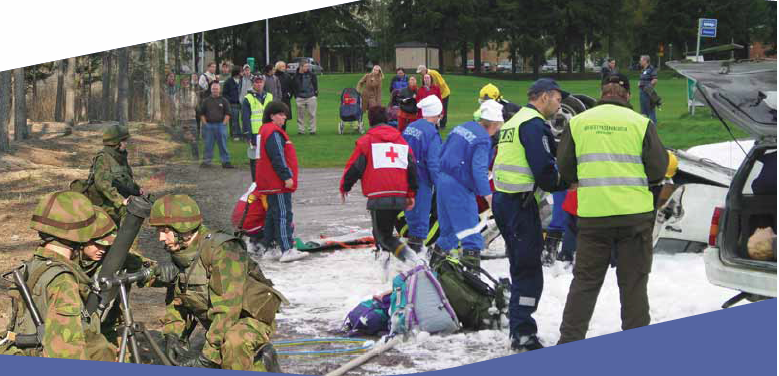
Un montage symbolisant le domaine des contributions des ONG à la défense nationale finlandaise. Sur la gauche, une formation d'escouade de mortier (partie des activités de l'Association de formation de la défense nationale de Finlande, sur la droite, un exercice conjoint de l'organisation de sauvetage volontaire et de la Croix-Rouge finlandaise avec la police et les pompiers.

La Croix-Rouge finlandaise apporte une aide internationale – personnel, fonds, matériel – en réponse aux appels du Mouvement international. Il existe deux principales sources de financement : le Fonds de secours en cas de catastrophe de la Croix-Rouge finlandaise  et le gouvernement finlandais . Ces dernières années, l'Union européenne a également fourni des fonds.
Les secours d'urgence sont accordés aux victimes de guerre, de conflits et de catastrophes naturelles . La coopération au développement améliore les capacités et la préparation aux catastrophes des Croix-Rouges sœurs nouvellement établies ou de celles qui disposent de moins de ressources. La Croix-Rouge finlandaise dispose de son propre centre logistique et de sa réserve internationale de personnel en Finlande. Le Fonds de secours en cas de catastrophe fournit des fonds en cas de besoin. Les fonds sont collectés en continu et de préférence sans affectation spéciale.
La réserve internationale du personnel de la Croix-Rouge finlandaise comprend environ 600 professionnels formés dans le cadre des cours de formation initiale et continue de cette dernière. Environ 100 d'entre eux effectuent des missions internationales chaque année.
La Croix-Rouge finlandaise est également une organisation membre du Conseil européen pour les réfugiés et les exilés (ECRE) et du réseau AlertNet de Reute .

## Liste des dirigeants successifs
| Identité                            | Période | Période | Durée  |
| Identité                            | Début   | Fin     | Durée  |
| ----------------------------------- | ------- | ------- | ------ |
| Kristiina Kumpula (d) (née en 1955) | 2010    | 2023    | 13 ans |
| Eero Rämö (d) (né en 1987)          |         |         |        |

| Identité                          | Période | Période | Durée |
| Identité                          | Début   | Fin     | Durée |
| --------------------------------- | ------- | ------- | ----- |
| Pertti Torstila (en) (né en 1946) | 2014    | 2019    | 5 ans |
| Elli Aaltonen (d) (née en 1953)   | 2020    |         |       |

## Sources
1. ↑  « ICRC – International Humanitarian Law – Treaties & Documents – Finland », International Committee of the Red Cross, 2005 (consulté le 25 mai 2008)
2. ↑  « Nälkäpäivä Redcross.fi » [archive du 27 août 2008] (consulté le 26 mai 2008)
3. ↑  « Finnish Red Cross – From People to People » [archive du 19 février 2009], The Finnish Red Cross, 2007 (consulté le 25 mai 2008)
4. ↑  « Redcross.fi » [archive du 1er février 2008] (consulté le 25 mai 2008)
5. ↑  « Finnish Red Cross – From Disaster Relief and Development Cooperation » [archive du 19 février 2009], The Finnish Red Cross, 2007 (consulté le 25 mai 2008)
6. ↑  « https://www.punainenristi.fi/tyomme/jarjestotoiminta/hallitus-ja-valtuusto/ »